# Lophophytum leandri
Lophophytum leandri är en tvåhjärtbladig växtart som beskrevs av August Wilhelm Eichler. Lophophytum leandri ingår i släktet Lophophytum och familjen Balanophoraceae. Inga underarter finns listade i Catalogue of Life.